# Josué Mirlo
Genaro Robles Barrera (Capulhuac, Estado de México, 10 de julio de 1901 - Ciudad de México 27 de diciembre de 1968), más conocido como Josué Mirlo, fue un escritor de México. Adoptó su pseudónimo en 1922.[cita requerida]

## Biografía
El Consejo Cultural de la Ciudad de México, en los últimos días de 1922, convoca a los poetas de la urbe a participar en los Juegos Florales con motivo de la cercana primavera. En esta época, Robles Barrera estudia literatura con Erasmo Castelanos Quinto, quien lo conmina a participar en dicho certamen. 
A petición de la novia que por ese entonces tenía, se inscribe con el seudónimo de Josué Mirlo, nombre literario que a partir de entonces adopta. En la primavera de 1923, a la edad de 22 años, triunfa en los juegos florales, gana para sí la Flor natural y 500 pesos de aquella época.
Con el paso de los años su quehacer literario se hace más intenso. Funda el Ateneo José Enrique Rodó, en honor del poeta uruguayo, que con su mensaje Ariel, provoca en la juventud latinoamericana un impacto, que exhorta a romper los moldes que la sociedad de ese entonces imponía.
Combinando la actividad literaria con el estudio, en 1925 se gradúa como bachiller en Ciencias Biológicas. Se matricula en la Escuela Nacional de Medicina. Por su empeño y dedicación lo nombran para prestar sus servicios en el Hospital Morelos. Donde traba amistad con el doctor Alfonso Ortiz Tirado, y laboran juntos en el Pabellón Ortopédico n.º 6, después de la jornada diaria, ambos asisten a veladas literario –musicales, en las cuales Josué declama los poemas que con antelación ha escrito, mientras que Ortiz Tirado deja oír su educada voz entonando algunas arias de ópera y zarzuela. 
Por estos años se incorpora al grupo literario El Pentágono, en donde comparte con los poetas Martín Paz, Emilio Cisneros, Arturo Cepeda y Lamberto Alarcón. Se vuelve asiduo asistente a las sesiones literarias del Café de Nadie, lugar en el que departirá con los poetas estridentistas Manuel Maples Arce, Germán Liz Arzubide y Arquéeles Vela. Así mismo se afilia a la Liga de escritores revolucionarios, cuyos representantes son Solón de Mel y Hernán Laborde, situación que le vale para asistir como delegado al Congreso Latinoamericano de Estudiantes, celebrado en Guatemala, evento al que asiste también como delegado Adolfo López Mateos.
Casi para concluir el tercer año de la carrera de médico, su madre cae gravemente enferma y muere, situación que lo obliga a trasladarse a su pueblo marrullero, teniendo que truncar sus estudios.
Finalmente, el viernes 27 de diciembre de 1968, a las cinco con quince de la tarde a Josué Mirlo, lo visita Mixquiztli “la pálida enlutada”, víctima de neumonía y uremia fallece en la Unidad 20 de Noviembre del ISSSTE de la capital de la República Mexicana. Su cadáver es trasladado a su pueblo triste y huraño, en donde son velados, es sepultado el domingo 29 del mismo mes en el panteón municipal de Capulhuac y no en el de Santa María Coaxusco, como se afirma. Posteriormente, sus restos descansan en la Rotonda de los Hombres Ilustres del panteón municipal de la ciudad de Toluca.

## Obra

### Algunas publicaciones
- Manicomio de paisajes (1932).
- Cuarteto Emocional (1938).
- Baratijas (1955).
- Museo de Esperpentos (1964).
- Rosamar (1968).
- Monigotes (1968).